# 滇池海棠
滇池海棠（学名：Malus yunnanensis）为蔷薇科苹果属的植物。分布在缅甸以及中国大陆的四川、云南等地，生长于海拔1,600米至3,800米的地区，多生长在生山坡杂木林中和山谷沟边，目前已由人工引种栽培。
其种加词 yunnanensis 意为“云南的”。

## 别名
云南海棠（经济植物手册）

## 异名
- Malus yunnanensis (Franch.) Schneid. var. veitchii (Veitch.) Rehd.